# HMS Trenchant (S91)
Pour les autres navires du même nom, voir HMS Trenchant.
Ne doit pas être confondu avec Tranchand ou Tranchant.
Le HMS Trenchant (pennant number : S 91) est un bâtiment de la classe Trafalgar de sept sous-marins nucléaires d'attaque de la Royal Navy.

## Historique
Il est le premier sous-marin européen à tester en 1998 un mat photonique comme périscope.
En 1990, il accroche le chalut de l'Antares entraînant la perte du navire de pêche et la mort de l'équipage.
En 2012/2013, il a effectué une mission de 333 jours, la plus longue jamais effectuée par un sous-marin nucléaire britannique.
Il fait surface à travers la banquise de l'Océan Arctique en 2016 et 2018.
Il termine sa dernière mission le 30 mars 2021 et est décommissionné le 23 mai 2022,.

## Armement
- Missiles : 8 UGM-84B Sub-Harpoon Block.1C lancés par tubes torpilles
- Torpilles : 5 tubes de 533 mm avec 17 torpilles Marconi Spearfish
- Mines : 46 mines à la place des missiles/torpilles

## Électronique
- 1 radar de navigation Kelvin Hughes Type 1007
- 1 sonar passif Marconi Type 2072
- 1 sonar actif/passif d'attaque Plessey Type 2020
- 1 sonar passif remorqué Ferranti Type 2046
- 1 sonar passif Thomson Sintra Type 2019 Paris
- 1 contrôle d'armes BAe Systems SMCS
- 1 système de combat Ferranti DCB
- Liaison 11
- 2 lance leurres torpille SSE mk.8
- 1 détecteur radar Racal UAP
- 1 périscope Pilkington Optronics CK.34
- 1 périscope Pilkington Optronics CH.84